# Heterolamium
Heterolamium es un género con dos especies de plantas con flores perteneciente a la familia Lamiaceae. Es originario de China.

## Especies
- Heterolamium debile (Hemsl.) C.Y.Wu, Acta Phytotax. Sin. 10: 254 (1965).
- Heterolamium flaviflorum (Z.Y.Zhu) L.Wei, Pl. Mt. Emei: 484 (2007).